# Reiningue
Reiningue es una localidad y comuna francesa, situada en el departamento de Alto Rin, en la región de Alsacia. Forma parte del área suburbana de la aglomeración de Mulhouse.

## Demografía
| 1 500 | 1 536 | 1 759 | 1 701 | 1 683 | 1 630 |
| Para los censos de 1962 a 1999 la población legal corresponde a la población sin duplicidades (Fuente: INSEE [Consultar]) |       |       |       |       |       |

## Patrimonio y cultura
- Abadía Notre-Dame de Oelenberg, monasterio y molino, conjunto arquitectónico del siglo XI al XVIII
- Iglesia de Saint Romain, conserva reliquias del santo